# Lagoptera multicolor
Lagoptera multicolor är en fjärilsart som beskrevs av Achille Guenée 1852. Lagoptera multicolor ingår i släktet Lagoptera och familjen nattflyn. Inga underarter finns listade i Catalogue of Life.

## Bildgalleri

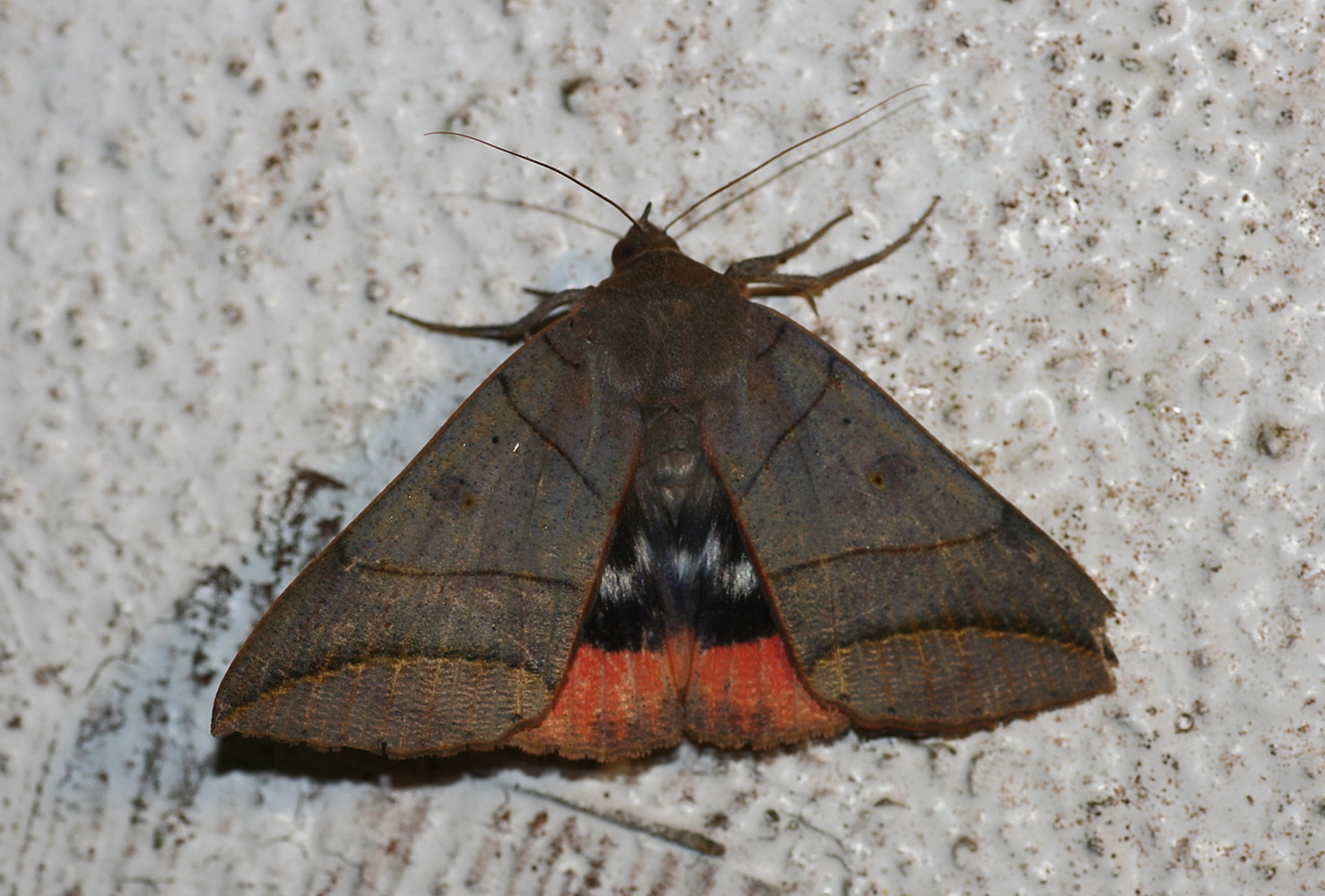